# Cathédrale Notre-Dame-de-Kazan de Louga
Cette  cathédrale n’est pas la seule cathédrale Notre-Dame-de-Kazan.

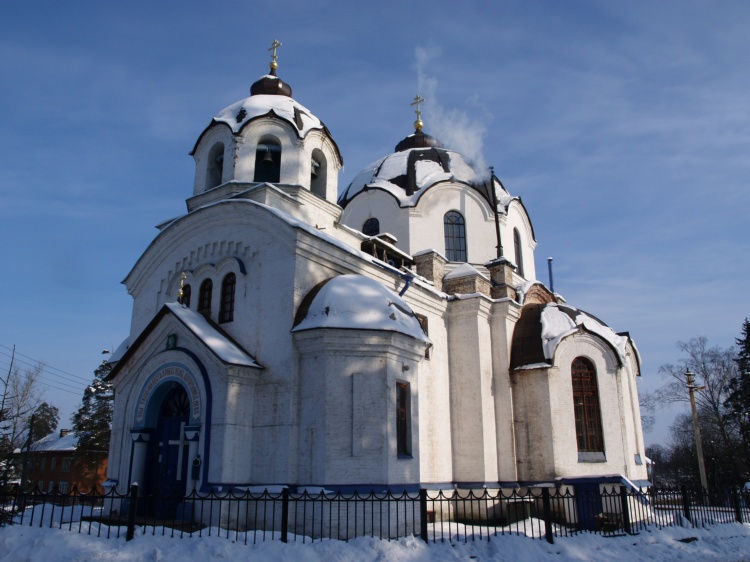
Vue de la cathédrale en hiver.

La cathédrale Notre-Dame-de-Kazan (Собо́р Каза́нской ико́ны Бо́жией Ма́тери) est la cocathédrale de l'éparchie de Gatchina de l'Église orthodoxe russe située à Louga (Russie) dans l'oblast de léningrad. Elle a été construite en 1901-1904 en style néobyzantin. C'est un monument protégé. Elle se trouve 27 rue Gagarine.

## Histoire
C'est à l'automne 1899 que les habitants de Louga se réunissent en comité pour la construction d'une nouvelle église dans la partie nouvelle Ouest de la ville. Les travaux de construction ont lieu de 1901 à 1904, selon les plans de l'architecte Nikolaï Koudriatsev (1856-1941). Elle est consacrée le 10 août 1904. 
Dans les années 1920-1930, les autorités la donnent au mouvement du Renouveau, fondé pour concurrencer la hiérarchie orthodoxe légitime et reçoit le statut de cathédrale. Elle est fermée par les communistes en 1936 (officiellement en 1938). Elle est donnée à une autoécole et transformée en ateliers. Plus tard, elle sert d'entrepôt, garage, foyer, etc.
L'Armée rouge y installe l'état-major du 41e corps de fusiliers au début de la Grande Guerre patriotique, puis elle est légèrement restaurée avec la permission de l'occupant allemand pour rouvrir au culte et consacrée de nouveau le 20 octobre 1942. Entre 1942 et 1963, elle sert de cathédrale du vicariat (diocèse suffragant dans l'orthodoxie) de Louga de l'éparchie de Léningrad. Elle est entièrement restaurée en 1976-1977 (avec la restauration des fresques intérieures) et consacrée de nouveau le 3 février 1977. Lorsque le nouvel État russe normalise ses relations avec les religions, le catéchisme est de nouveau permis à partir de 1991. 
Les toits et les façades sont restaurés en 2005. Elle devient cocathédrale de l'éparchie de Gatchina lorsque celle-ci est érigée en 2013.

## Architecture
L'édifice est de style néobyzantin. C'est une combinaison inhabituelle de la composition traditionnelle en trois parties d'une église orthodoxe russe avec un clocher au-dessus du vestibule (narthex) et un volume principal centré avec trois saillies semi-circulaires. 